# سیمولتانه چندنفره
نمایش هم‌زمان یا نمایش سیمولتانهٔ چندنفره (به انگلیسی: Tandem simultaneous exhibition) یا «نمایش هم‌زمان جفتک چارکشی» (به انگلیسی: leapfrog simultaneous exhibition)، گونه‌ای از سیمولتانه است که در آن بیش از یک بازیکن (به‌طورمعمول رتبه‌بالا، مانند یک استادبزرگ یا بازیکن سطح دان) هم‌زمان چندین بازی با چند بازیکن دیگر انجام می‌دهند و بدون مشورت با یکدیگر، حرکات پی‌درپی انجام می‌دهند.

## گونه‌ها
اغلب به به‌طور ساده‌تر، چنین نمایشی را یک «سیمول چندنفره» یا «سیمول جفتک چارکشی» می‌گویند. هنگامی که توسط بیش از دو بازیکن خبره انجام شود، معمولاً به آن یک «سیمول پی‌رفتی (متوالی)» گفته می‌شود.

## نگارخانه
چند نگاره از بازی‌های سیمولتانهٔ یک‌نفره:

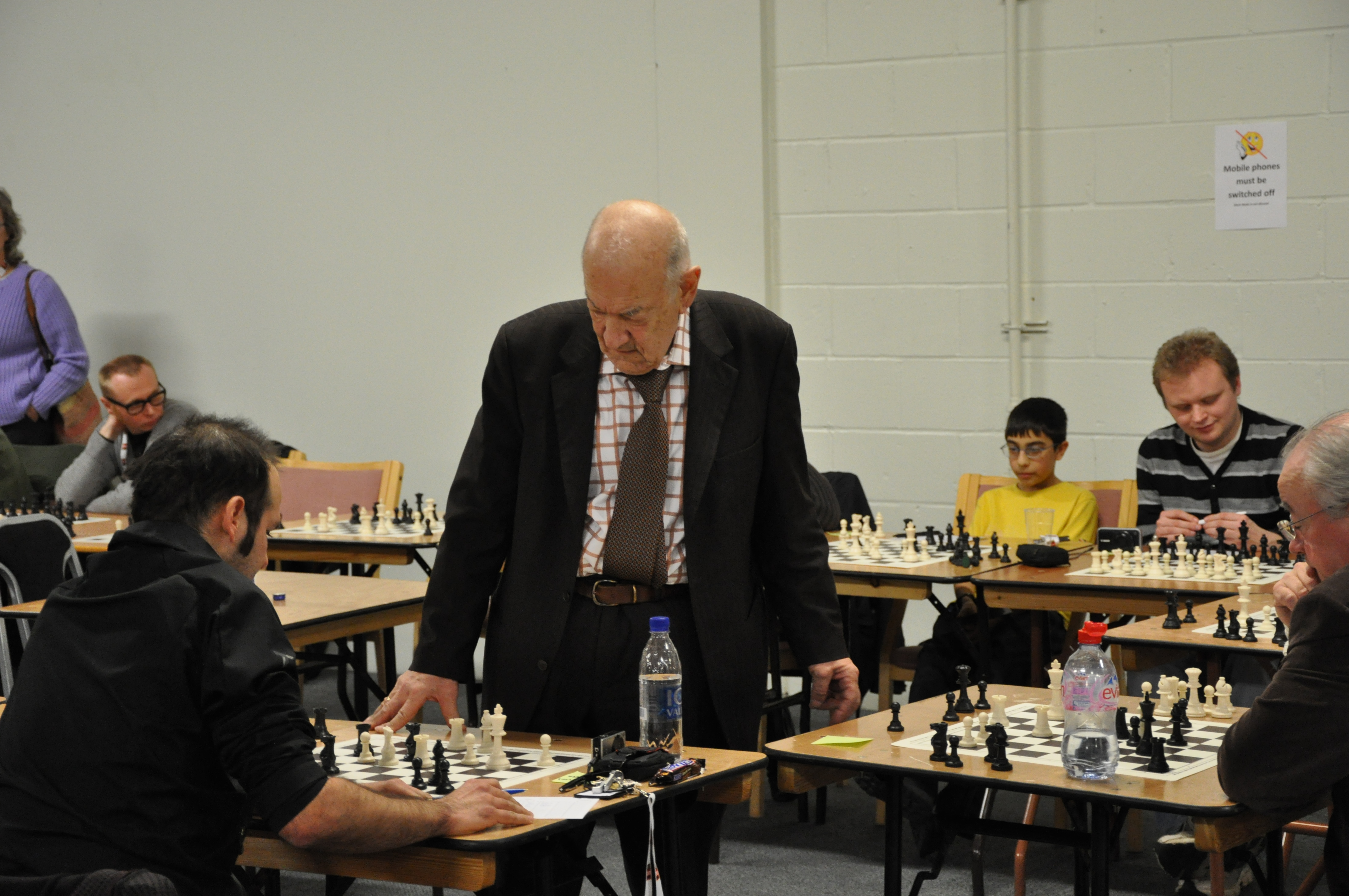
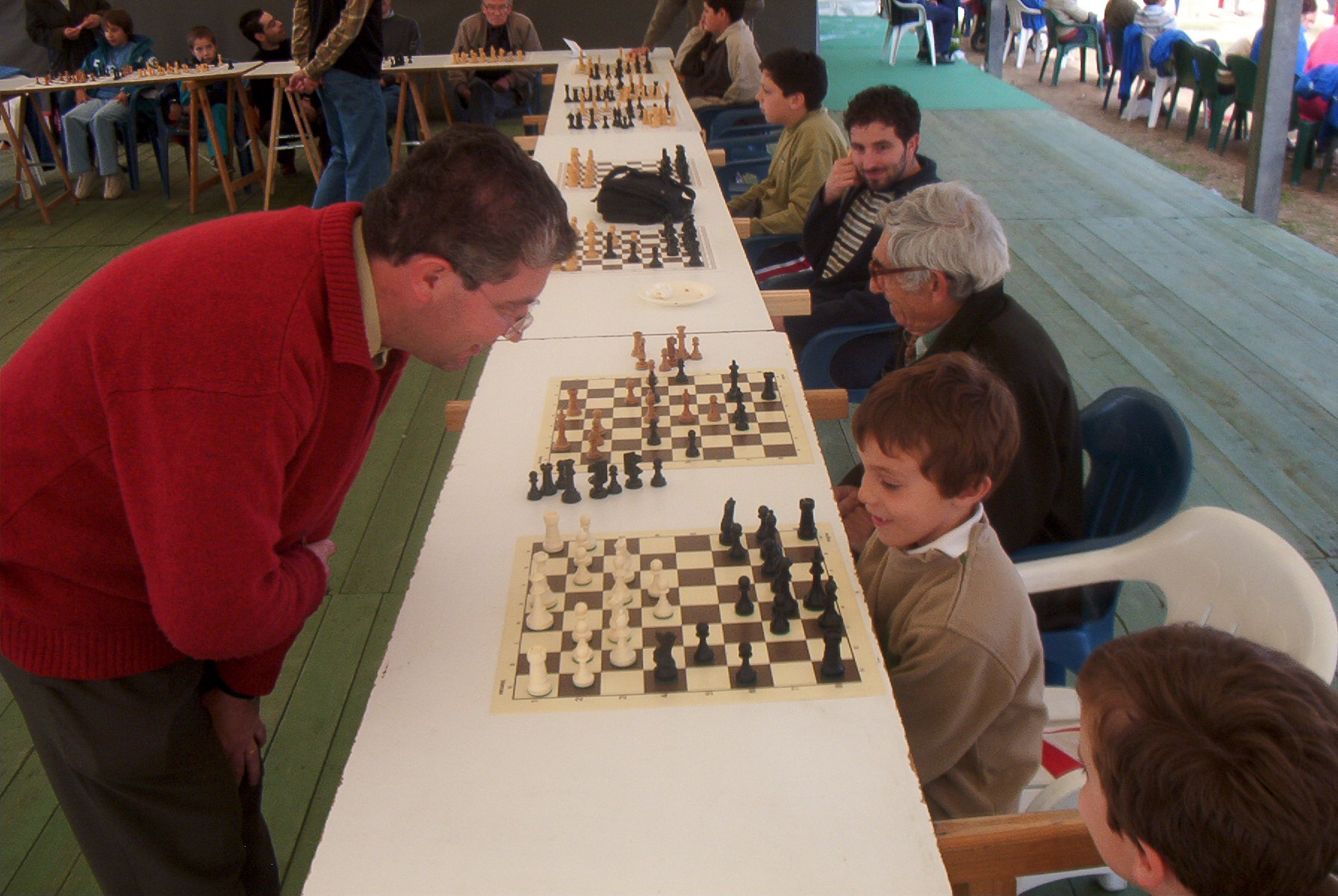
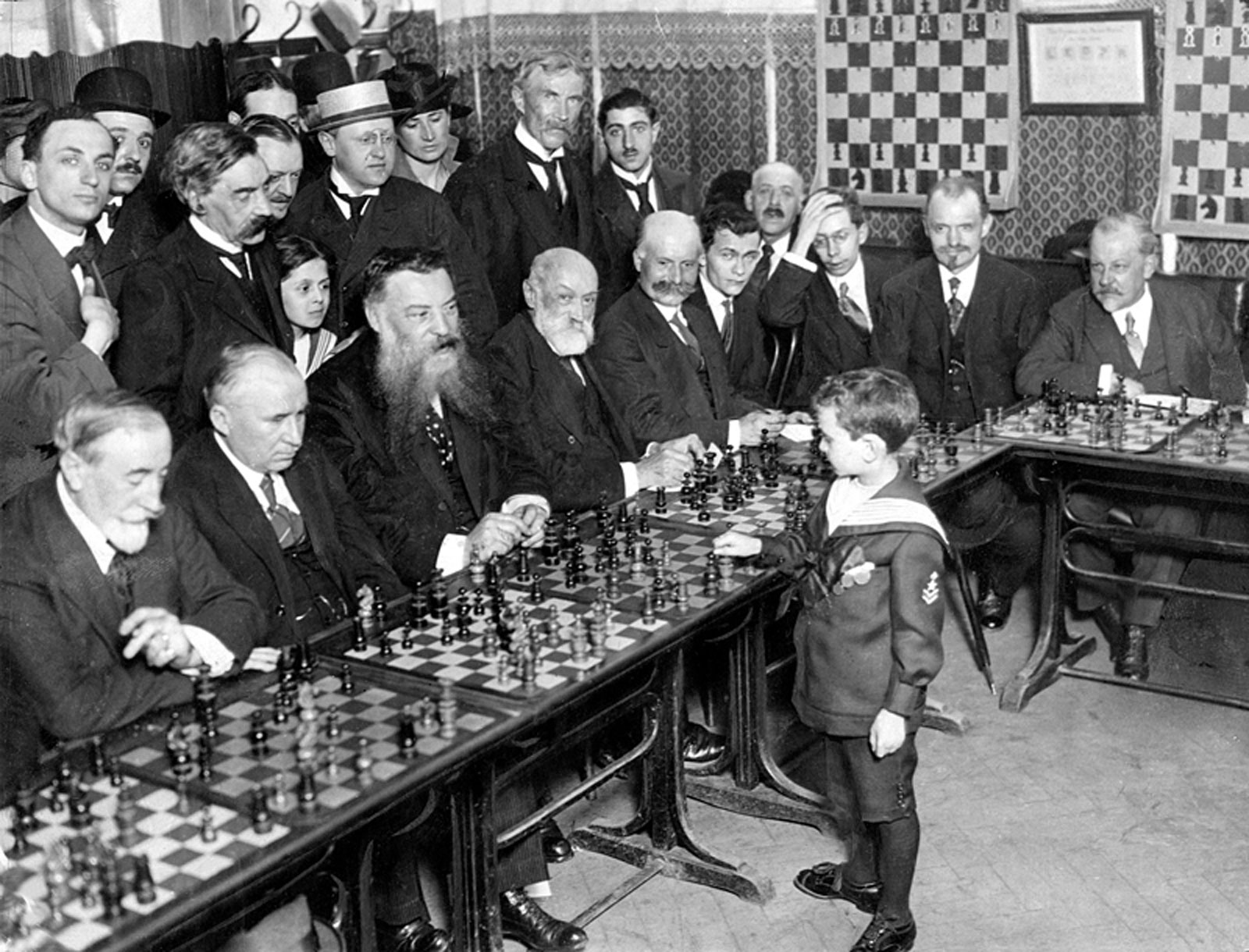